# Мессер, Фома Фомич
Фома Фомич Мессер (англ. Thomas Messer; 1765—1829) — русский вице-адмирал, командир отдельной эскадры при осаде Варны.

## Биография
Прослужив около 4-х лет мичманом в английском флоте, в 1783 году в том же чине перешёл на русскую службу в Балтийский флот.
Затем был переведён в Черноморский флот. До 1787 года ежегодно находился в крейсерстве у берегов Крыма. В 1790 году в чине капитан-лейтенанта в эскадре контр-адмирала Ушакова отличился в сражениях в Керченском проливе и около Одессы, а в 1791 году участвовал в деле при Варне у мыса Калиакрия. В 1794—1797 годах командовал репетичным судном «Полоцк», которое ежегодно находилось в практических плаваниях в Чёрном море.
В 1798 году был назначен командиром 46-пушечного фрегата «Казанская Богородица». Осенью того же года, вследствие похода Наполеона в Египет, участвовал в соединении с английской эскадрой в блокаде Александрии. После этого со своим фрегатом вошёл в состав эскадры капитана 1-го ранга Сенявина, охранявшей до взятия в феврале Корфу.
В 1799 году в составе русско-турецкой эскадры капитана 2-го ранга Войновича ушёл для вторичной осады Анконы. В 1800 году отвозил из Анконы в Триест неаполитанскую королеву Марию Каролину. В 1804 году был назначен командиром корабля «Варахаил», а потом «Ягудиил», на которых он крейсировал по Черноморскому морю и два раза возил в Корфу подкрепления и разные припасы.
В 1807 году участвовал в экспедиции против Ананы и Трапезунда. После разрыва с Англией был отправлен внутрь России и вернулся на флот только в 1811 году и назначен командиром 110-пушечного корабля «Полтава».
В 1816 году был произведен в контр-адмиралы, а в 1826 году — в вице-адмиралы. В течение этого времени неоднократно ходил по Чёрному морю с учебными эскадрами, командовал 2-й бригадой и исполнял должность командира Севастопольского порта.
В 1828 году при разрыве отношений с Турцией крейсировал с эскадрой около Босфора, взял несколько купеческих судов и, находясь при осаде Варны, отличился в присутствии Императора, за что был награждён орденом Святого Владимира 2-й степени (01.10.1828). В состав этой эскадры входил фрегат «Рафаил».
Также был награждён орденами Святого Георгия 4-й степени (№ 1418; 26 ноября 1802 года), Святого Владимира 3-й степени (12.12.1819), Святой Анны 1-й степени (28.02.1823).
Скончался в Севастополе в 1829 году в возрасте 64 лет.
Сын — Мессер, Пётр Фомич.